# هوبير هيرمانز
هوبير هيرمانز (بالهولندية: Hubert Hermans)‏ هو عالم نفس هولندي، ولد في 9 أكتوبر 1937.